# 2022–2023-as osztrák labdarúgó-bajnokság (első osztály)
A 2022–2023-as osztrák Bundesliga (szponzorált nevén Admiral Bundesliga) az osztrák labdarúgó-bajnokság legmagasabb osztályának 111. alkalommal megrendezett bajnoki éve. A címvédő a Red Bull Salzburg, a szezont tizenkét csapat részvételével rendezték meg.

## Csapatok

### Változások az előző szezonhoz képest
Az SC Austria Lustenau a 2021–2022-es másodosztályú bajnokság győzteseként jutott fel. Az Admira Wacker Mödling csapata esett ki a másodosztályba.

### Résztvevő csapatok
| Csapat                | Székhely         | Stadion              | Befogadóképesség |
| --------------------- | ---------------- | -------------------- | ---------------- |
| SK Austria Klagenfurt | Klagenfurt       | Wörthersee Stadion   | 32,000           |
| Austria Lustenau      | Lustenau         | Reichshofstadion     | 8,800            |
| Austria Wien          | Bécs             | Generali Arena       | 17,500           |
| LASK Linz             | Linz             | Raiffeisen Aréna     | 6,009            |
| Rapid Wien            | Bécs             | Allianz Stadion      | 28,000           |
| Red Bull Salzburg     | Wals-Siezenheim  | Red Bull Arena       | 30,188           |
| Rheindorf Altach      | Altach           | Stadion Schnabelholz | 8,500            |
| Sturm Graz            | Graz             | Merkur-Arena         | 16,364           |
| SV Ried               | Ried im Innkreis | Keine Sorgen Arena   | 7,680            |
| TSV Hartberg          | Hartberg         | Stadion Hartberg     | 4,635            |
| Wolfsberger AC        | Wolfsberg        | Lavanttal-Arena      | 7,300            |
| WSG Tirol             | Innsbruck        | Tivoli Neu           | 16,008           |

### Vezetőedző-váltások
| Csapat         | Távozó edző         | Ok                                        | Dátum              | Érkező                    | Forrás(ok)    |
| -------------- | ------------------- | ----------------------------------------- | ------------------ | ------------------------- | ------------- |
| SCR Altach     | Ludovic Magnin      | Az Austria Lustenau csapatához szerződött | Előszezon          | Miroslav Klose            | [ 3 ] [ 4 ]   |
| Rapid Wien     | Ferdinand Feldhofer | Elküldték                                 | 2022. október 16.  | Zoran Barisic (megbízott) | [ 5 ]         |
| TSV Hartberg   | Klaus Schmidt       | Elküldték                                 | 2022. november 14. | Markus Schopp             | [ 6 ] [ 7 ]   |
| Austria Wien   | Manfred Schmid      | Elküldték                                 | 2022. december 5.  | Michael Wimmer            | [ 8 ] [ 9 ]   |
| SV Ried        | Christian Heinle    | Elküldték                                 | 2023. március 1.   | Maximilian Senft          | [ 10 ]        |
| Wolfsberger AC | Robin Dutt          | Elküldték                                 | 2023. március 5.   | Manfred Schmid            | [ 11 ] [ 12 ] |
| SCR Altach     | Miroslav Klose      | Elküldték                                 | 2023. március 20.  | Klaus Schmidt             | [ 13 ] [ 14 ] |

## Az alapszakasz eredménye
| Hely. | Csapat             | M  | Gy | D | V  | G+ | G– | Gk  | P  | Továbbjutás                 |
| ----- | ------------------ | -- | -- | - | -- | -- | -- | --- | -- | --------------------------- |
| 1.    | Red Bull Salzburg  | 22 | 17 | 4 | 1  | 49 | 13 | +36 | 55 | BL–Rájátszás (Felsőház)     |
| 2.    | Sturm Graz         | 22 | 14 | 6 | 2  | 37 | 15 | +22 | 48 | BL–Rájátszás (Felsőház)     |
| 3.    | LASK               | 22 | 10 | 8 | 4  | 38 | 28 | +10 | 38 | BL–Rájátszás (Felsőház)     |
| 4.    | Rapid Wien         | 22 | 10 | 3 | 9  | 34 | 26 | +8  | 33 | BL–Rájátszás (Felsőház)     |
| 5.    | Austria Wien       | 22 | 10 | 5 | 7  | 37 | 31 | +6  | 32 | BL–Rájátszás (Felsőház)     |
| 6.    | Austria Klagenfurt | 22 | 9  | 3 | 10 | 35 | 40 | −5  | 30 | BL–Rájátszás (Felsőház)     |
| 7.    | WSG Tirol          | 22 | 8  | 4 | 10 | 32 | 37 | −5  | 28 | Kiesési rájátszás (Alsóház) |
| 8.    | Austria Lustenau   | 22 | 7  | 6 | 9  | 29 | 37 | −8  | 27 | Kiesési rájátszás (Alsóház) |
| 9.    | Wolfsberger AC     | 22 | 6  | 3 | 13 | 35 | 41 | −6  | 21 | Kiesési rájátszás (Alsóház) |
| 10.   | Hartberg           | 22 | 5  | 3 | 14 | 22 | 42 | −20 | 18 | Kiesési rájátszás (Alsóház) |
| 11.   | SV Ried            | 22 | 4  | 6 | 12 | 16 | 32 | −16 | 18 | Kiesési rájátszás (Alsóház) |
| 12.   | Rheindorf Altach   | 22 | 4  | 5 | 13 | 22 | 44 | −22 | 17 | Kiesési rájátszás (Alsóház) |

1. ↑  3 pontot vontak le az Austria Wien csapatától a licenc szabályok megsértése miatt.[15]

## Rájátszás Felsőház
Az alapszakaszban elért pontokat a rájátszás kezdete előtt megfelezték (és kerekítették). Ennek eredményeként a csapatok a rájátszást az alábbi pontokkal kezdték el: Red Bull Salzburg 27, Sturm Graz 24, LASK 19, Austria Wien 16, Rapid Wien 16 és Austria Klagenfurt 15. A Red Bull Salzburg és a Rapid Wien pontjai lefelé kerekítették – ha a rájátszás végén pontokban egyenlőek lesznek, fél pontot adnak ezeknek a csapatoknak.
| Hely. | Csapat                | M  | Gy | D  | V  | G+ | G– | Gk  | P  | Továbbjutás                                  |
| ----- | --------------------- | -- | -- | -- | -- | -- | -- | --- | -- | -------------------------------------------- |
| 1.    | Red Bull Salzburg (B) | 32 | 23 | 8  | 1  | 67 | 22 | +45 | 49 | UEFA-bajnokok ligája csoportkör              |
| 2.    | Sturm Graz            | 32 | 20 | 6  | 6  | 57 | 29 | +28 | 42 | UEFA-bajnokok ligája 3. selejtezőkör         |
| 3.    | LASK                  | 32 | 14 | 12 | 6  | 54 | 38 | +16 | 35 | Európa-liga Play-off                         |
| 4.    | Rapid Wien            | 32 | 12 | 6  | 14 | 50 | 47 | +3  | 25 | UEFA Európa Konferencia Liga 3. selejtezőkör |
| 5.    | Austria Wien          | 32 | 11 | 10 | 11 | 55 | 52 | +3  | 24 | UEFA Európa Konferencia Liga 2. selejtezőkör |
| 6.    | Austria Klagenfurt    | 32 | 11 | 5  | 16 | 45 | 63 | −18 | 23 |                                              |

## Rájátszás Alsóház
Az alapszakaszban elért pontokat a rájátszás kezdete előtt megfelezték (és kerekítették).Ennek eredményeként a csapatok a rájátszást az alábbi  pontokkal kezdték: Tirol 14, Lustenau 13, Wolfsberg 10, Hartberg 9, Ried 9 és Rheindorf Altach 8. Lustenau, Hartberg és az Rheindorf Altach pontjait lefelé kerekítették, abban az esetben, ha a rájátszás végén pontokban egyenlőek lesznek, fél pontot adnak ezeknek a csapatoknak.
| Hely. | Csapat           | M  | Gy | D  | V  | G+ | G– | Gk  | P  | Továbbjutás                                                |
| ----- | ---------------- | -- | -- | -- | -- | -- | -- | --- | -- | ---------------------------------------------------------- |
| 1.    | Wolfsberger AC   | 32 | 12 | 6  | 14 | 51 | 51 | 0   | 31 | Rájátszás az UEFA Európa Konferencia indulásért – elődöntő |
| 2.    | Austria Lustenau | 32 | 11 | 10 | 11 | 50 | 54 | −4  | 29 | Rájátszás az UEFA Európa Konferencia indulásért – elődöntő |
| 3.    | WSG Tirol        | 32 | 10 | 8  | 14 | 44 | 53 | −9  | 24 |                                                            |
| 4.    | Hartberg         | 32 | 9  | 6  | 17 | 39 | 56 | −17 | 24 |                                                            |
| 5.    | Rheindorf Altach | 32 | 6  | 10 | 16 | 29 | 53 | −24 | 19 |                                                            |
| 6.    | Ried (R)         | 32 | 4  | 11 | 17 | 27 | 50 | −23 | 14 | Kiesett a másodosztályba                                   |

## UEFA Európa Konferencia Liga indulásért való rájátszás

### Elődöntő
| 2023. június 5. 19:00 |

| Wolfsberger AC        | 1-2 (h. u.)       | Austria Lustenau             |
| --------------------- | ----------------- | ---------------------------- |
| Baribo 85' (11-esből) | (0-0) Jegyzőkönyv | Grujcic 90+6' Fridrikas 105' |

| Lavanttal-Arena, Wolfsberg Játékvezető: Christopher Jäger |

### Döntő
| 2023. június 8. 17:00 |

| Austria Lustenau | 1-1               | Austria Wien |
| ---------------- | ----------------- | ------------ |
| Fridrikas 17'    | (1-0) Jegyzőkönyv | Fischer 46'  |

| Reichshofstadion, Lustenau Játékvezető: Walter Altmann |

| 2023. június 11. 17:00 |

| Austria Wien                                      | 5-0               | Austria Lustenau |
| ------------------------------------------------- | ----------------- | ---------------- |
| Fischer 19' 46' Tabaković 61' Fitz 84' Gruber 86' | (1-0) Jegyzőkönyv |                  |

| Generali Arena, Bécs |

A végeredmény összesítésben 6–1 lett az Austria Wien javára, így a bécsi klub indulhatott az UEFA Európa Konferencia Ligában.

## Statisztikák
Utoljára frissítve: 2023.június 5.

### Góllövőlista
| #  | Játékos           | Klub                 | Gólok száma |
| -- | ----------------- | -------------------- | ----------- |
| 1  | Guido Burgstaller | Rapid Wien           | 21          |
| 2  | Haris Tabaković   | Austria Wien         | 18          |
| 3  | Tai Baribo        | Wolfsberger          | 17          |
| 4  | Markus Pink       | Austria Klagenfurt   | 16          |
| 4  | Benjamin Šeško    | FC Red Bull Salzburg | 16          |
| 6  | Lukas Fridrikas   | Austria Lustenau     | 15          |
| 7  | Nakamura Keito    | LASK Linz            | 14          |
| 8  | Marin Ljubičić    | LASK Linz            | 12          |
| 9  | Robert Žulj       | LASK Linz            | 11          |
| 10 | Atdhe Nuhiu       | Rheindorf Altach     | 10          |
| 10 | Junior Adamu      | Red Bull Salzburg    | 10          |

### Gólpasszok
| # | Játékos          | Klub                           | Gólp. |
| - | ---------------- | ------------------------------ | ----- |
| 1 | Dominik Fitz     | Austria Wien                   | 11    |
| 2 | Maurice Malone   | Wolfsberger                    | 9     |
| 2 | Manprit Sarkaria | SK Sturm Graz                  | 9     |
| 4 | Bryan Teixeira   | Austria Lustenau/SK Sturm Graz | 7     |
| 4 | Thorsten Röcher  | Wolfsberger                    | 7     |
| 4 | Anderson         | Austria Lustenau               | 7     |
| 6 | Marco Grüll      | Rapid Wien                     | 6     |
| 6 | Ferdy Druijf     | Rapid Wien                     | 6     |
| 6 | Jonas Auer       | Rapid Wien                     | 6     |
| 6 | Lukas Fridrikas  | Austria Lustenau               | 6     |
| 6 | Alexander Prass  | SK Sturm Graz                  | 6     |
| 6 | Andy Irving      | Austria Klagenfurt             | 6     |
| 6 | Andreas Gruber   | Austria Wien                   | 6     |

### Mesterhármasok
| Játékos           | Csapat             | Ellenfél         | Végeredmény | Dátum                |
| ----------------- | ------------------ | ---------------- | ----------- | -------------------- |
| Marin Ljubičić4   | LASK Linz          | Wolfsberger      | 5–1 (V)     | 2022. augusztus 6.   |
| Nik Prelec        | WSG Tirol          | LASK Linz        | 4–1 (V)     | 2022. szeptember 17. |
| Markus Pink       | Austria Klagenfurt | Rheindorf Altach | 4–1 (V)     | 2022. szeptember 17. |
| Junior Adamu      | Red Bull Salzburg  | Austria Wien     | 3–1 (V)     | 2022. október 16.    |
| Guido Burgstaller | Rapid Wien         | TSV Hartberg     | 5–1 (O)     | 2022. október 26.    |
| Robert Žulj       | LASK Linz          | Wolfsberger      | 4–1 (O)     | 2022. október 30.    |
| Benjamin Šeško    | Red Bull Salzburg  | Rapid Wien       | 4–2 (V)     | 2023. március 5.     |

4 A játékos 4 gólt szerzett

### Kapott gól nélkül lehozott mérkőzések
| #  | Játékos                | Klub               | Mérkőzések |
| -- | ---------------------- | ------------------ | ---------- |
| 1  | Philipp Köhn           | Red Bull Salzburg  | 16         |
| 2  | Hendrik Bonmann        | Wolfsberger        | 8          |
| 3  | Niklas Hedl            | Rapid Wien         | 7          |
| 3  | Domenik Schierl        | Austria Lustenau   | 7          |
| 5  | Jörg Siebenhandl       | SK Sturm Graz      | 6          |
| 5  | Christian Früchtl      | FK Austria Wien    | 6          |
| 5  | Raphael Sallinger      | TSV Hartberg       | 6          |
| 8  | Ferdinand Oswald       | WSG Tirol          | 4          |
| 8  | Phillip Menzel         | Austria Klagenfurt | 4          |
| 8  | Alexander Schlager     | LASK Linz          | 4          |
| 8  | Arthur Okonkwo         | Sturm Graz         | 4          |
| 8  | Tino Casali            | Rheindorf Altach   | 4          |
| 13 | Samuel Şahin-Radlinger | SV Ried            | 3          |
| 14 | Jakob Odehnal          | Rheindorf Altach   | 1          |
| 14 | Andreas Jungdal        | Rheindorf Altach   | 1          |
| 14 | Tobias Schützenauer    | Sturm Graz         | 1          |
| 14 | René Swete             | TSV Hartberg       | 1          |
| 14 | Florian Faist          | TSV Hartberg       | 1          |
| 14 | Mirko Kos              | FK Austria Wien    | 1          |
| 14 | Jonas Wendlinger       | SV Ried            | 1          |
| 14 | Benjamin Ozegovic      | WSG Tirol          | 1          |
| 14 | Tobias Lawal           | LASK Linz          | 1          |

### Egyéni díjazottak
| Díj                 | Győztes         | Klub              | Forrás |
| ------------------- | --------------- | ----------------- | ------ |
| A szezon játékosa   | Nicolas Seiwald | Red Bull Salzburg | [ 21 ] |
| A szezon kapusa     | Philipp Köhn    | Red Bull Salzburg | [ 21 ] |
| A szezon menedzsere | Christian Ilzer | Sturm Graz        | [ 21 ] |
| A szezon újonca     | Emanuel Emegha  | Sturm Graz        | [ 21 ] |

### A szezon csapata
| Poz. | Játékos/Klub                           | Forr.  |
| ---- | -------------------------------------- | ------ |
| K    | Philipp Köhn (Red Bull Salzburg)       | [ 22 ] |
| V    | David Schnegg (Sturm Graz)             | [ 22 ] |
| V    | Amar Dedić (Red Bull Salzburg)         | [ 22 ] |
| V    | Strahinja Pavlović (Red Bull Salzburg) | [ 22 ] |
| V    | Gregory Wüthrich (Sturm Graz)          | [ 22 ] |
| KP   | Jon Gorenc Stanković (Sturm Graz)      | [ 22 ] |
| KP   | Nicolas Seiwald (Red Bull Salzburg)    | [ 22 ] |
| KP   | Alexander Prass (Sturm Graz)           | [ 22 ] |
| KP   | Manprit Sarkaria (Sturm Graz)          | [ 22 ] |
| CS   | Guido Burgstaller (Rapid Wien)         | [ 22 ] |
| CS   | Haris Tabaković (Austria Wien)         | [ 22 ] |